# سكانة (بيش كوه زلاغي)
سکانة (بالفارسية: سکانه) هي قرية تقع في إيران في قسم بیش کوه زلاغي الریفي. يقدر عدد سكانها بـ 25 نسمة بحسب إحصاء 2016.